# Jérôme Durand (peintre)

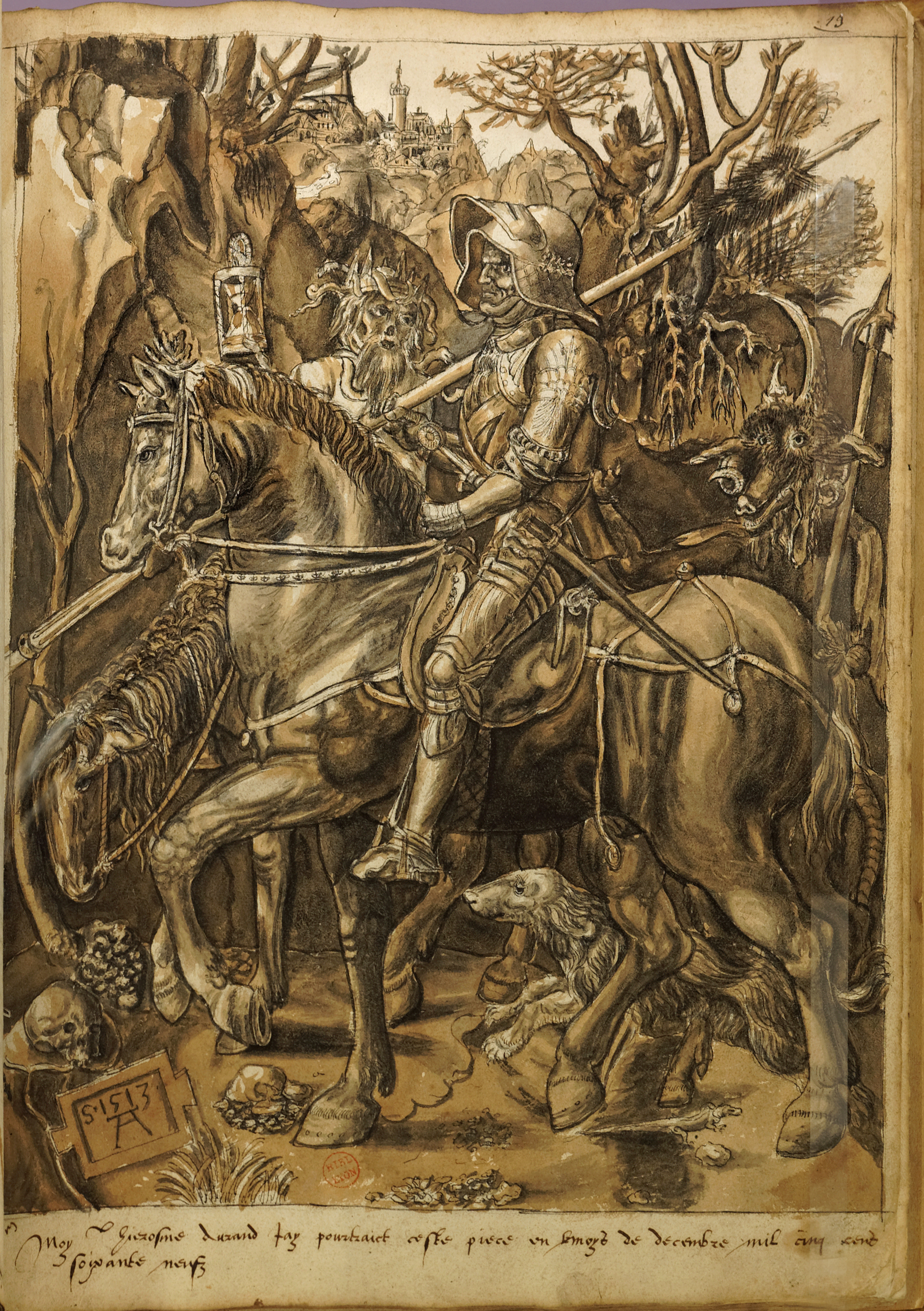
Le chevalier, la mort et le diable, d'après Albrecht Dürer, 1569, Lyon, Bibliothèque municipale.

Jérôme Durand (Lyon, 1555 - Lyon, 1605) est un peintre verrier de la Renaissance lyonnaise.

## Biographie
Jérôme Durand commence sa formation auprès de son père Nicolas Durand, verrier de la cathédrale de Lyon. Durant son apprentissage, il s'entraîne à dessiner en copiant des gravures de plusieurs maîtres, dont Dürer. Ces dessins sont regroupés dans un cahier aujourd'hui conservé à la Bibliothèque municipale de Lyon. Dans le même temps, il reproduit les figures issues du fonds d'atelier de son père sur un cahier, au crayon, à la plume ou au lavis. Cela permet de mesurer le soin qu'il apporte aux rendu des figures, au point de répéter plusieurs fois en introduisant des nuances un même sujet. Devenu artiste, Jérôme Durand continue d'utiliser ce cahier pour comme registre de comptes : il y note ses achats de matériaux et objets. Ce document est forme une source précieuse pour la connaissance des milieux artistiques.
Jérôme Durand hérite de la charge de son père en 1581, tout en développant une activité artisanale et marchande. Il fait partie des peintres engagés pour la réalisation de l'entrée de Henri III en 1574. Il touche à plusieurs activités, telle la pose de verres, la réparation de verrières, la peinture de bannières ou de ciels de lit, la réalisation de vitraux figurés ou armoriés. 

## Corpus d’œuvres
Au sein de son cahier, le dessin Le chevalier, la mort et le diable, d'après Albrecht Dürer a été présenté lors de l'exposition Lyon Renaissance. Arts et humanisme.